# Wojciech Nowicki
Wojciech Nowicki (* 22. února 1989 Bělostok) je polský atlet specializující se na hod kladivem, trojnásobný mistr Evropy z let 2018, 2022 a 2024, olympijský vítěz z Tokia 2020 (konané roku 2021) a vicemistr světa z Eugene (2022).

## Sportovní kariéra
V mládí se věnoval nejprve fotbalu, hod kladivem začal trénovat ve svých osmnácti letech. Jeho prvním mezinárodním úspěchem bylo třetí místo v soutěži kladivářů na mistrovství světa v Pekingu v roce 2015. Třetí skončil také o rok později na evropském šampionátu v Amsterdamu. Bronzovou medaili vybojoval v srpnu 2016 i na olympiádě v Rio de Janeiru. Dosavadní sérii „bronzových umístění” uzavřel na mistrovství světa v Londýně v roce 2017, kde obsadil mezi kladiváři třetí místo. Jeho největším úspěchem se stal titul mistra Evropy v hodu kladivem z Berlína v roce 2018. Ze stejné sezóny pochází jeho osobní rekord 81,85 m. Třetí místo dodatečně obsadil i na MS v Dauhá v roce 2019.
Životního úspěchu dosáhl na Letních olympijských hrách v Tokiu 2020, kdy 4. srpna 2021 po skvělé sérii zvítězil v novém osobním rekordu 82,52 m. Rok 2022 patří k Wojtkovým nejúspěšnějším: nejdříve vypojoval stříbro na MS v Oregoně za krajanem Pawłem Fajdkem (81,98 m), výkonem 81,03 m a poté dokonce zvítězil na ME v Mnichověm v novém světovém výkonu sezóny 82,00 m. Jeho trenérkou je od roku 2022 bývalá kolegyně Joanna Fiodorow.